# 水橋町
水橋町（みずはしまち）は、かつて富山県中新川郡に存在した町。現在は富山市。
古くからの漁業、農業が盛んであった地域である。1966年（昭和41年）の水橋町廃止後、富山県では38年間にわたって廃止される自治体がなかった。そのため、水橋町の富山市編入は事実上「昭和の大合併における富山県最後の合併」である。

## 地理
- 常願寺川
- 白岩川
- 上市川

## 歴史
- 近世には天然の良港として船舶が集まる宿場町だった。
- 明治時代から昭和初期までは、五百石船や千石船が水橋川の河口から北海道や樺太などに出航していた。
- 1918年（大正7年）7月 - 全国に先駆けて米騒動を起こした。
- 1940年（昭和15年）11月15日 - 中新川郡東水橋町、西水橋町及び下条村が合併して、中新川郡水橋町が発足する。
  - 当初は上記2町1村に加えて、上条村及び三郷村を含めた範囲での合併を計画し、1939年（昭和14年）11月以来協議会議に乗り出したが難航したため、上記2町1村での合併を先行させることになった。なお、合併時点での人口は8,722人、面積は8.40 km2[2]（人口10,407人、面積8.29 km2とする資料もある[3]）。町役場は旧東水橋町役場を充用[4]。
- 1954年（昭和29年）4月1日 - 中新川郡水橋町、上条村及び三郷村が合併して、中新川郡水橋町が発足する。
- 1965年（昭和40年）11月1日 - 滑川市、中新川郡上市町及び水橋町の区域の境界を変更する。
- 1966年（昭和41年）5月1日 - 富山市に編入する。
  - 当時の水橋町助役の回想によると、当時の水橋町は財政難に苦しんでいて、非公式ながら先に滑川市への合併を打診していた。しかし、当時の滑川市長に断られたことで、広域都市圏構想を打ち出していた富山市との合併に至ったという[5]。

## 娯楽
1960年（昭和35年）の水橋町には以下の映画館が存在した。
- 水橋映画劇場 - 映画館（〜1960年代）。

## 歴代町長
出典→
1. 藤木治郎平（1940年11月15日 - 1941年2月14日）
2. 藤木治郎平（1941年2月15日 - 1942年10月6日）
3. 小松武五郎（1942年12月28日 - 1945年11月13日）
4. 藤木治郎平（1945年12月4日 - 1946年11月22日）
5. 杉村政義（1947年4月6日 - 1947年12月28日）
6. 角田又一（1948年2月26日 - 1949年5月21日）
7. 石黒重次（1949年6月25日 - 1950年1月23日）
8. 尾島基康（1950年2月28日 - ?）